# Hrvatski nogometni kup 1999-2000
La Hrvatski nogometni kup 1999./2000. (coppa croata di calcio 1999-00) fu la nona edizione della coppa nazionale croata, fu organizzata dalla Federazione calcistica della Croazia e fu disputata dal agosto 1999 al maggio 2000.
Il detentore era l'Osijek, che in questa edizione fu eliminato ai quarti di finale dal Cibalia, nella "vendetta" della finale precedente.
Il trofeo fu vinto dal Hajduk Spalato, al suo terzo titolo nella competizione, la dodicesima coppa contando anche le nove della Coppa di Jugoslavia.
La finalista sconfitta fu la Dinamo Zagabria, la vincitrice del campionato. Entrambe le finaliste si qualificarono per la UEFA Champions League 2000-2001, dato che finirono anche ai primi due posti della classifica della Prva HNL, quindi il posto in Coppa UEFA 2000-2001 andò alla quarta classificata del campionato.

## Formula e partecipanti
Alla competizione parteciparono le migliori squadre delle divisioni superiori, con la formula dell'eliminazione diretta. I primi turni erano a gara singola, mentre quarti, semifinali e finale erano ad andata e ritorno.
Al turno preliminare accedono le squadre provenienti dalle Županijski kup (le coppe regionali): le 21 vincitrici più le finaliste delle 11 coppe col maggior numero di partecipanti.
Le prime 16 squadre del ranking quinquennale di coppa (63 punti alla vincitrice della coppa, 31 alla finalista, 15 alle semifinaliste, 7 a quelle che hanno raggiunto i quarti, 3 a quelle eliminate agli ottavi, 1 se eliminate ai sedicesimi) sono ammesse di diritto ai sedicesimi di finale.

### Ammesse di diritto ai sedicesimi di finale
Le prime 16 squadre (coi punti) del ranking 1993-1998 entrano di diritto nei sedicesimi della Coppa 1999-2000:
- 1 Croazia Zagabria (283)
- 2 Hajduk Spalato (103)
- 3 Varteks Varaždin (91)
- 4 NK Zagabria (83)
- 5 Rijeka (55)
- 6 Osijek (41)
- 7 Zara (29)
- 8 Inker Zaprešić (21)
- 9 Segesta (21)
- 10 Dubrovnik (21)
- 11 Hrvatski Dragovoljac (16)
- 12 Cibalia (15)
- 13 Belišće (13)
- 14 Sebenico (11)
- 15 Marsonia (9)
- 16 Slaven Belupo (8)

### Dalle coppe regionali
| Regione                                 | Squadre qualificate | Squadre qualificate   |
| --------------------------------------- | ------------------- | --------------------- |
| Regione di Zagabria                     | Radnik V. Gorica    | PIK Vrbovec           |
| Regione di Krapina e dello Zagorje      | Zagorec             |                       |
| Regione di Sisak e della Moslavina      | Moslavac Popovača   | TŠK Topolovac         |
| Regione di Karlovac                     | Duga Resa           |                       |
| Regione di Varaždin                     | Sloboda Varaždin    | Ivančica Ivanec       |
| Regione di Koprivnica e Križevci        | Koprivnica          | Podravac Virje        |
| Regione di Bjelovar e della Bilogora    | Čazma               | Hajduk Hercegovac     |
| Regione litoraneo-montana               | Pomorac             |                       |
| Regione della Lika e di Segna           | Nehaj Senj          |                       |
| Regione di Virovitica e della Podravina | Mladost 127         |                       |
| Regione di Požega e della Slavonia      | BSK Buk             |                       |
| Regione di Brod e della Posavina        | Marsonia            | Amater Slavonski Brod |
| Regione zaratina                        | Pakoštane           |                       |
| Regione di Osijek e della Baranja       | Valpovka            | Olimpija Osijek       |
| Regione di Sebenico e Tenin             | Dinara Knin         |                       |
| Regione di Vukovar e della Sirmia       | Vukovar             |                       |
| Regione spalatino-dalmata               | Mosor               | RNK Spalato           |
| Regione istriana                        | Pazinka             | Uljanik               |
| Regione raguseo-narentana               | Neretva Metković    |                       |
| Regione del Međimurje                   | Čakovec             | Omladinac NSR         |
| Città di Zagabria                       | Špansko Zagabria    | Dubrava               |

### Riepilogo
| 1ª Divisione 1.HNL | 2ª Divisione 2.HNL                                                               | 3ª Divisione 3.HNL | Divisioni inferiori                                           |
| --- | -------------------------------------------------------------------------------- | --- | ------------------------------------------------------------- |
| dal turno preliminare: |                                                                                  | |                                                               |
| Vukovar | Čakovec Čazma Marsonia Mladost 127 Mosor Pomorac RNK Spalato PIK Vrbovec Zagorec | Amater Slavonski Brod Dinara Knin Duga Resa Ivančica Ivanec Koprivnica Nehaj Senj Neretva Metković Olimpija Osijek Omladinac NSR Pazinka Podravac Virje Radnik V. Gorica Sloboda Varaždin Špansko Zagabria TŠK Topolovac Uljanik Valpovka | BSK Buk Dubrava Hajduk Hercegovac Moslavac Popovača Pakoštane |
| dai sedicesimi di finale: |                                                                                  | |                                                               |
| Cibalia Dinamo Zagabria Hajduk Spalato Hrvatski Dragovoljac Osijek Rijeka Sebenico Slaven Belupo Varteks Varaždin NK Zagabria | Belišće Bjelovar Segesta Zara                                                    | Dubrovnik Inker Zaprešić |                                                               |
| non ammesse: |                                                                                  | |                                                               |
| Istria | Croatia Sesvete Jadran Parenzo Orijent Otok Solin                                | le altre 61 squadre | tutte le altre squadre                                        |
| 1ª Divisione 1.HNL | 2ª Divisione 2.HNL                                                               | 3ª Divisione 3.HNL | Divisioni inferiori                                           |

### Calendario
| Turno             | Data                               | Numero gare | Squadre | Entrano in questo turno                                                |
| ----------------- | ---------------------------------- | ----------- | ------- | ---------------------------------------------------------------------- |
| Turno preliminare | dal 4 al 15 agosto 1999            | 16          | 48 → 32 | Vincitrici delle 21 coppe regionali 11 finaliste delle coppe regionali |
| Primo turno       | dal 21 settembre al 6 ottobre 1999 | 16          | 32 → 16 | Le migliori 16 del ranking                                             |
| Secondo turno     | dal 26 ottobre al 11 novembre 1999 | 8           | 16 → 8  | Nessuna                                                                |
| Quarti di finale  | 14 marzo 2000 21 marzo 2000        | 8           | 8 → 4   | Nessuna                                                                |
| Semifinali        | 4 aprile 2000 18 aprile 2000       | 4           | 4 → 2   | Nessuna                                                                |
| Finale            | 2 maggio 2000 16 maggio 2000       | 2           | 2 → 1   | Nessuna                                                                |

## Turno preliminare
| Squadra 1               | Risultato             | Squadra 2         |
| ----------------------- | --------------------- | ----------------- |
| Dal 4 al 15 agosto 1999 |                       |                   |
| RNK Spalato             | 3 – 2                 | TŠK Topolovac     |
| Koprivnica              | 3 – 1                 | Valpovka          |
| Pomorac                 | 1 – 1 (dts) (3-4 dtr) | Marsonia          |
| Čazma                   | 7 – 0                 | Podravac Virje    |
| Mosor                   | 2 – 0                 | Čakovec           |
| Špansko Zagabria        | 4 – 1                 | Olimpija Osijek   |
| Duga Resa               | 0 – 1 (dts)           | Omladinac NSR     |
| Zagorec                 | 4 – 1                 | Dinara Knin       |
| Pazinka                 | 1 – 2                 | Neretva Metković  |
| Amater Slavonski Brod   | 1 – 4                 | Vukovar           |
| Moslavac Popovača       | 2 – 1                 | Dubrava           |
| BSK Buk                 | 5 – 0                 | Hajduk Hercegovac |
| Mladost 127             | 0 – 1                 | Uljanik           |
| Pakoštane               | 2 – 4                 | Nehaj Senj        |
| Sloboda Varaždin        | 3 – 0                 | PIK Vrbovec       |
| Ivančica Ivanec         | 0 – 2                 | Radnik V. Gorica  |

## Sedicesimi di finale
| Squadra 1                          | Risultato             | Squadra 2            |
| ---------------------------------- | --------------------- | -------------------- |
| Dal 21 settembre al 6 ottobre 1999 |                       |                      |
| Bjelovar                           | 2 – 1 (dts)           | Dubrovnik            |
| Neretva Metković                   | 2 – 1                 | Inker Zaprešić       |
| Moslavac Popovača                  | 0 – 8                 | Hajduk Spalato       |
| Koprivnica                         | 1 – 2 (dts)           | Varteks Varaždin     |
| Uljanik                            | 0 – 2                 | NK Zagabria          |
| Čazma                              | 1 – 2                 | Cibalia              |
| Vukovar                            | 0 – 1                 | Slaven Belupo        |
| Nehaj Senj                         | 2 – 2 (dts) (3-2 dtr) | Zara                 |
| Radnik V. Gorica                   | 1 – 2                 | Rijeka               |
| Mosor                              | 0 – 0 (dts) (6-5 dtr) | Segesta              |
| Sloboda Varaždin                   | 1 – 2                 | Hrvatski Dragovoljac |
| BSK Buk                            | 0 – 10                | Croazia Zagabria     |
| Zagorec                            | 3 – 1                 | Belišće              |
| Špansko Zagabria                   | 1 – 2                 | Sebenico             |
| RNK Spalato                        | 0 – 4                 | Marsonia             |
| Omladinac NSR                      | 2 – 3 (dts)           | Osijek               |

## Ottavi di finale
| Squadra 1                          | Risultato   | Squadra 2            |
| ---------------------------------- | ----------- | -------------------- |
| Dal 26 ottobre al 11 novembre 1999 |             |                      |
| Cibalia                            | 2 – 1 (dts) | Hrvatski Dragovoljac |
| Nehaj Senj                         | 0 – 1 (dts) | Rijeka               |
| Neretva Metković                   | 0 – 6       | NK Zagabria          |
| Hajduk Spalato                     | 3 – 1       | Sebenico             |
| Bjelovar                           | 1 – 3       | Osijek               |
| Zagorec                            | 0 – 1       | Varteks Varaždin     |
| Mosor                              | 0 – 2       | Slaven Belupo        |
| Croazia Zagabria                   | 4 – 0       | Marsonia             |

## Quarti di finale
| Squadra 1        | Totale | Squadra 2       | Andata     | Ritorno    |
| ---------------- | ------ | --------------- | ---------- | ---------- |
|                  |        |                 | 14.03.2000 | 21.03.2000 |
| Rijeka           | 3 – 4  | Dinamo Zagabria | 1 – 2      | 2 – 2      |
| Slaven Belupo    | 1 – 2  | Hajduk Spalato  | 0 – 0      | 1 – 2      |
| Cibalia          | 2 – 1  | Osijek          | 2 – 1      | 0 – 0      |
| Varteks Varaždin | 2 – 3  | NK Zagabria     | 2 – 1      | 0 – 2      |

## Semifinali
| Squadra 1      | Totale | Squadra 2       | Andata     | Ritorno    |
| -------------- | ------ | --------------- | ---------- | ---------- |
|                |        |                 | 04.04.2000 | 18.04.2000 |
| Cibalia        | 1 – 6  | Dinamo Zagabria | 0 – 3      | 1 – 3      |
| Hajduk Spalato | 4 – 3  | NK Zagabria     | 2 – 1      | 2 – 2      |

## Finale
| Squadra 1      | Totale | Squadra 2       | Andata     | Ritorno    |
| -------------- | ------ | --------------- | ---------- | ---------- |
|                |        |                 | 02.05.2000 | 16.05.2000 |
| Hajduk Spalato | 2 – 1  | Dinamo Zagabria | 2 – 0      | 0 – 1      |

### Andata
La gara è stata interrotta all'86º minuto a causa del gas dei lacrimogeni lanciati dalla polizia intervenuta a calmare le due tifoserie. Il giudice sportivo ha poi convalidato il risultato al momento dell'interruzione poiché, ecco la motivazione, "l'Hajduk aveva adottato tutte le misure di sicurezza per garantire che la partita si svolgesse nel miglior ordine possibile" (vi erano fino a 450 guardie di sicurezza circa 1000 membri della polizia). Per le intemperanze del pubblico la società ospitante è stata punita con 3 partite da disputare a porte chiuse.
| Arbitro: | Kovačić (Križevci) |

|                       |           |  |
| Vučko 38’ (rig.), 53’ | Marcatori |  |

| Hajduk | Dinamo |

|                 |    |                 |     |     |
|                 |    |                 |     |     |
| P               | 1  | Stipe Pletikosa |     |     |
| D               | 2  | Igor Gjuzelov   | 41' |     |
| D               | 6  | Anthony Grdić   | 63' |     |
| D               | 21 | Darko Miladin   |     |     |
| D               | 28 | Slaven Bilić    |     |     |
| C               | 8  | Igor Musa       |     |     |
| C               | 10 | Ivan Leko       | 86' |     |
| C               | 13 | Ante Jazić      | 81' |     |
| C               | 22 | Ante Miše       | 27' | 70' |
| A               | 9  | Mate Baturina   |     |     |
| A               | 23 | Jurica Vučko    | 38' | 75' |
| A disposizione: |    |                 |     |     |
| C               | 14 | Srđan Andrić    |     | 70' |
| A               | 30 | Mate Bilić      |     | 75' |
| Allenatore:     |    |                 |     |     |
| Petar Nadoveza  |    |                 |     |     |

|                 |    |                 |     |     |
|                 |    |                 |     |     |
| P               | 1  | Dražen Ladić    |     |     |
| D               | 2  | Mario Tokić     | 20' |     |
| D               | 3  | Damir Krznar    |     |     |
| D               | 5  | Goran Jurić     | 54' |     |
| D               | 20 | Stjepan Tomas   |     |     |
| C               | 6  | Zoran Pavlovič  |     | 65' |
| C               | 10 | Edin Mujčin     |     |     |
| C               | 15 | Daniel Šarić    |     |     |
| C               | 22 | Igor Bišćan     | 37' |     |
| A               | 25 | Tomo Šokota     |     | 78' |
| A               | 16 | Josip Šimić     |     | 54' |
| A disposizione: |    |                 |     |     |
| A               | 21 | Igor Cvitanović |     | 54' |
| C               | 7  | Nermin Šabić    |     | 65' |
| C               | 14 | Mihael Mikić    |     | 78' |
| Allenatore:     |    |                 |     |     |
| Marijan Vlak    |    |                 |     |     |

### Ritorno
| Arbitro: | Širić (Osijek) |

|                     |           |  |
| I. Cvitanović 90+2’ | Marcatori |  |

| Dinamo | Hajduk |

|                 |    |                  |     |     |
|                 |    |                  |     |     |
| P               | 1  | Dražen Ladić     |     |     |
| D               | 2  | Mario Tokić      |     |     |
| D               | 4  | Goce Sedloski    |     |     |
| D               | 17 | Mario Cvitanović |     | 66' |
| D               | 20 | Stjepan Tomas    |     |     |
| C               | 7  | Nermin Šabić     |     |     |
| C               | 10 | Edin Mujčin      |     | 56' |
| C               | 15 | Daniel Šarić     | 38' | 74' |
| C               | 22 | Igor Bišćan      |     |     |
| A               | 18 | Igor Cvitanović  | 90' |     |
| A               | 25 | Tomo Šokota      |     |     |
| A disposizione: |    |                  |     |     |
| C               | 6  | Zoran Pavlovič   |     | 56' |
| D               | 3  | Damir Krznar     |     | 66' |
| C               | 11 | Mario Bazina     |     | 74' |
| Allenatore:     |    |                  |     |     |
| Marijan Vlak    |    |                  |     |     |

|                 |    |                  |          |     |     |
|                 |    |                  |          |     |     |
| P               | 1  | Stipe Pletikosa  |          |     |     |
| D               | 2  | Igor Gjuzelov    |          |     |     |
| D               | 6  | Anthony Grdić    |          |     |     |
| D               | 21 | Darko Miladin    |          |     |     |
| D               | 28 | Slaven Bilić     | 28'      |     |     |
| C               | 8  | Igor Musa        |          | 62' |     |
| C               | 10 | Ivan Leko        | 77'      |     |     |
| C               | 13 | Ante Jazić       | 48'      |     |     |
| C               | 22 | Ante Miše        | 14'      |     |     |
| A               | 9  | Mate Baturina    |          | 67' |     |
| A               | 23 | Jurica Vučko     | 25’, 75’ |     |     |
| A disposizione: |    |                  |          |     |     |
| D               | 18 | Josip Bulat      | 88'      | 62' |     |
| A               | 11 | Zvonimir Deranja |          | 67' | 71' |
| A               | 30 | Mate Bilić       |          | 71' |     |
| Allenatore:     |    |                  |          |     |     |
| Petar Nadoveza  |    |                  |          |     |     |

## Marcatori
| Pos. | Giocatore         | Squadra         | Reti |
| ---- | ----------------- | --------------- | ---- |
| 1    | Robert Prosinečki | Dinamo Zagabria | 5    |
| 2    | Mate Baturina     | Hajduk Spalato  | 3    |
| 2    | Mario Bazina      | Dinamo Zagabria | 3    |
| 2    | Erjon Bogdani     | NK Zagabria     | 3    |
| 2    | Ivan Bošnjak      | Cibalia         | 3    |
| 2    | Nino Bule         | NK Zagabria     | 3    |
| 2    | Igor Cvitanović   | Dinamo Zagabria | 3    |
| 2    | Ardian Kozniku    | Dinamo Zagabria | 3    |
| 2    | Jurica Vučko      | Hajduk Spalato  | 3    |